# قائمة طائرات البحرية السعودية

هذه قائمة بالطائرات العسكرية المستخدمة في سلاح الجو البحري النشط ضمن القوات المسلحة السعودية. 

## نظرة عامة
| صورة | طائرة               | بلد المنشأ       | النوع                                                | الطراز             | الكمية | ملاحظات                                                        |
| ---- | ------------------- | ---------------- | ---------------------------------------------------- | ------------------ | ------ | -------------------------------------------------------------- |
|      | يوروكوبتر سوبر بوما | فرنسا            | مروحية متعددة الأغراض                                | B1, M1, F1S1, F1S2 | 20     |                                                                |
|      | يوروكوبتر دوفين     | فرنسا            | مروحية متعددة الأغراض                                | SAR helicopter     | 24     | حصلت القوات البحرية على أول نسخة من هذا الطراز لدعم الفرقاطات. |
|      | يوروكوبتر بانثر     | فرنسا            | عسكرية، متعددة الأغراض                               | SA.365F Dauphin 2  | غ/م    |                                                                |
|      | إس إتش-60 سي هوك    | الولايات المتحدة | عسكرية، متعددة الأغراض                               | SH-60/MH-60        | 10     |                                                                |
|      | بوينغ بيه-8 بوسيدون | الولايات المتحدة | طائرة دورية، المضادة للغواصات المضادة للسطح، استطلاع | P-8A Poseidon      | 3      | وقعت المملكة اتفاقية مع الولايات المتحدة لشراء 3 طائرات.       |
|      |                     |                  |                                                      |                    |        |                                                                |